# آندریا بادان
آندریا بادان (انگلیسی: Andrea Badan؛ زادهٔ ۲۱ مارس ۱۹۹۸) بازیکن فوتبال است.
از باشگاه‌هایی که در آن بازی کرده‌است می‌توان به باشگاه فوتبال هلاس ورونا و باشگاه فوتبال آلساندریا اشاره کرد.